# Tiona (mjesec)
Tiona (također Jupiter XXIX) je prirodni satelit planeta Jupiter, iz grupe Ananke. Retrogradni nepravilni satelit s oko 4 kilometra u promjeru i orbitalnim periodom od 639.803 dana.